# Chimastrum hewitsoni
Chimastrum hewitsoni är en fjärilsart som beskrevs av Jean Baptiste Boisduval 1870. Chimastrum hewitsoni ingår i släktet Chimastrum och familjen Riodinidae. Inga underarter finns listade i Catalogue of Life.